# Baviera-Múnic

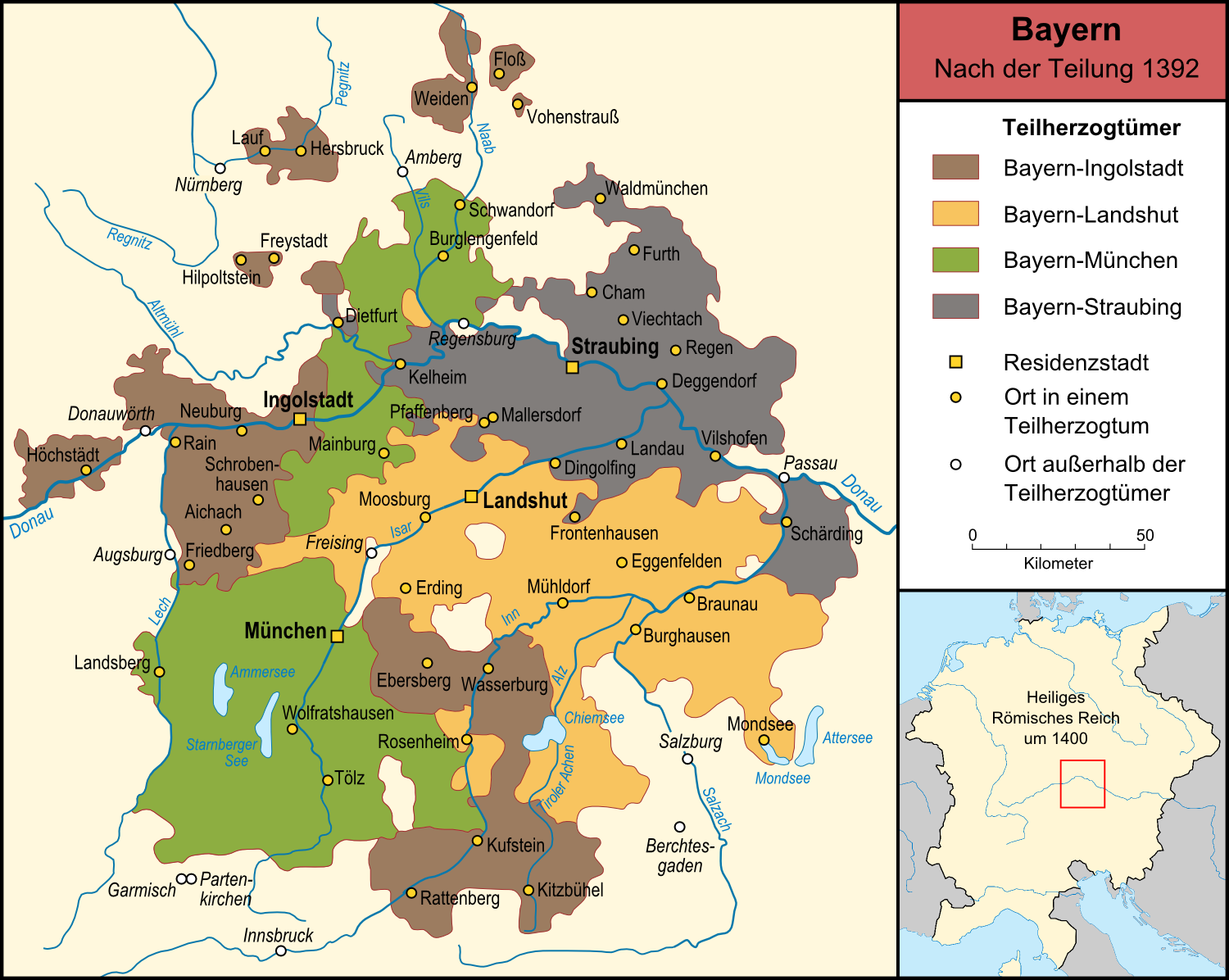
Els quatre comtats de Baviera segons la divisió territorial del 1392 (Baviera-Múnic en verd)

Baviera-Múnic, en alemany Bayern-München, fou una línia de ducs de Baviera que va existir des de la partició de 1392 fins al 1503. El 1429 va adquirir la major part dels territoris de l'extingida (1425) línia de Baviera-Straubing i del 1467 al 1501 se li va segregar una part que va formar la línia Baviera-Dachau. El 1501 va recuperar el territori de la línia Baviera-Dachau, i el 1503, a la mort de Jordi de Wittelsbach, va heretar els territoris de la línia Baviera-Landshut-Ingolstadt, i llavors, com a única línia bavaresa subsistent, va recuperar el nom de ducat de Baviera. Els ducs foren:
- Joan II 1392-1397
- Ernest (fill) 1397-1438
- Guillem III (germà) 1397-1435
- Adolf (fill) 1435-1439
- Albert III «el Pietòs» fill d'Ernest (1439-1460)
- Joan IV (fill) (1460-1463)
- Segimon (germà) 1460-1465)
- Albert IV el Savi (germà) 1465-1503)
- Cristòfol (germà) 1465-1493)